# スター・ウォーズ (ビクター)
『スター・ウォーズ』は、1991年11月15日に日本のビクター音楽産業から発売されたアクションシューティングゲーム。
映画『スター・ウォーズシリーズ』のゲーム化作品であり、ストーリーは映画『スター・ウォーズ エピソード4/新たなる希望』（1977年）を基準にしている。本作より4年前にナムコから同機種で発売された『スター・ウォーズ』（1987年）と異なり、本作はオリジナルの敵キャラや設定、展開などはほぼない。
開発はオーストラリアのBeam Softwareが行い、ゲーム・デザインおよびプロデューサーはパソコン用ゲームソフト『パイプドリーム』（1989年）を手掛けたアキーラ・レドマーが担当し、音楽はNES用ソフト『スマッシュT.V.』（1991年）を手掛けたマーシャル・パーカーが担当している。
欧米では1992年にゲームボーイ、1993年にセガ・マスターシステムおよびゲームギアに移植された。

## ゲーム内容
プレイヤーが動かせるのはルーク・スカイウォーカー、ハン・ソロ、レイア・オーガナの3人だけだが、最初に動かせるのはルークだけで後の二人は途中で合流する。ルークの初期装備はビームガンだけで、後にライトセーバーが手に入る。戦闘機を動かす3Dステージが存在する。高い所から降りると大ダメージを受ける。コンティニューが10回しかできない制限つきになっている。

## 移植版
| No. | タイトル  | 発売日                   | 対応機種               | 開発元       | 発売元                      | メディア     | 型式                  | 備考 |
| --- | --------- | ------------------------ | ---------------------- | ------------ | --------------------------- | ------------ | --------------------- | ---- |
| 1   | Star Wars | 1992年11月 1993年6月17日 | ゲームボーイ           | NMS Software | カプコン ユービーアイソフト | ロムカセット | DMG-WS-USA DMG-WS-EUR |      |
| 2   | Star Wars | 1993年9月                | セガ・マスターシステム | Tiertex      | U.S. Gold                   | ロムカセット | 29014-50              |      |
| 3   | Star Wars | 1993年10月 1993年        | ゲームギア             | Tiertex      | U.S. Gold                   | ロムカセット | T-79098 79098-50      |      |

## スタッフ
ルーカスフィルムゲームスチーム
- オリジナル・ゲーム・デザイン：アキーラ・レドマー
- コントリビューション・トゥ・デザイン：カラニ・シュトライヒャー、ケリー・フロック、マイク・エバート
- バックグラウンド・アート：ハリソン・フォング、アーマンド・カブレラ、ジョン・ノレス
- キャラクター・アニメーション：ジョン・ノレス、ギャリー・ウィニック
- プロデューサー：アキーラ・レドマー、ハワード・フィリップス
- パッケージ・デザイン、アート・ディレクション：リック・スタンド
- マニュアル・デザイン、レイアウト：マーク・シェパード
- ドキュメンテーション：ケリー・フロック
- プルーフリーディング：ジュディス・ルセロ
- ルーカスフィルム・ゲーム・ゼネラル・マネージャー：ダグ・グレン
- プロダクト・マーケティング：シンシア・ウスマン、マリー・ビハル
- リード・テスター：ジェームス・パープル・ハンプトン

ビームソフトウェアチーム
- リード・プログラミング：アンドリュー・カーター
- フライト・シークエンス・プログラマー：トレバー・ナリディン
- シネマチック・シーケンス・プログラマー：ジェフ・カメネック
- アディショナル・プログラミング：ビル・マッキントッシュ、グラント・アーサー
- キャラクター・アニメーション：ホルガー・ライプニッツ、グラント・アーサー
- レベル・デザイン：イアン・マルコム
- ミュージカル・アレンジメント：マーシャル・パーカー
- サウンド・エフェクト：マーシャル・パーカー
- プログラミング・ツール：フィリップ・ミッチェル
- ハードウェア・サポート：ガバン・アンダーソン
- テスティング：アン・デイビー、ジャスティン・ハリデー
- ビーム・ゼネラル・マネージャー：アルフレッド・ミルグロム
- スペシャル・サンクス：ジョージ・ルーカス
- カバーイラスト：ジョン・バーキー

## 評価
ゲーム誌『ファミコン通信』の「クロスレビュー」では合計17点（満40点）、『ファミリーコンピュータMagazine』の読者投票による「ゲーム通信簿」での評価は以下の通りとなっており、18.8点（満30点）となっている。
| 項目 | キャラクタ | 音楽 | お買得度 | 操作性 | 熱中度 | オリジナリティ | 総合 |
| 得点 | 3.1        | 3.2  | 3.0      | 3.4    | 3.2    | 2.9            | 18.8 |